# Eupydna backanensis
Eupydna backanensis är en fjärilsart som beskrevs av Lemée 1950. Eupydna backanensis ingår i släktet Eupydna och familjen tandspinnare. Inga underarter finns listade i Catalogue of Life.